# Cella (Spanyolország)
Cella, Aragon település Spanyolországban, Teruel tartományban. Cella Albarracín, Gea de Albarracín, Santa Eulalia del Campo, Villarquemado, Celadas és Teruel községekkel határos. Lakosainak száma 2690 fő (2024).

## Népesség
A település népessége az utóbbi években az alábbiak szerint változott:
| Lakosok száma | 2890 | 2816 | 3002 | 3112 | 2878 | 2818 | 2640 | 2574 | 2611 | 2690 |
|               | 2001 | 2004 | 2007 | 2009 | 2012 | 2014 | 2017 | 2019 | 2022 | 2024 |